# Baza lotnicza Ali as-Salim
Baza lotnicza Ali as-Salim (ICAO: OKAS) – drugi co do wielkości port lotniczy Kuwejtu. Używany obecnie do celów wojskowych.